# Бинарна релација
У математици, бинарна релација се дефинише на неком скупу A као подскуп његовог Декартовог производа А x А. Дакле, то је скуп неких уређених парова елемената скупа А. За елементе који чине уређени пар каже се да су у релацији. Релације могу имати разна својства на неком скупу: симетричност, рефлексивност, транзитивност, антисиметричност. Уколико задовољава прва три својства, у питању је релација еквиваленције, а ако задовољава последња три својства каже се да је то релација поретка.
За елементе неког скупа A, x и y, који чине уређени пар, (x, y) се каже да су у релацији {\displaystyle \rho }, ако што се инфиксно записује као {\displaystyle x\rho y\,}, ако елементи x и y задовољавају услове релације. На пример, уређени пар целих бројева (3, 4) је у релацији < (мање од), што се записује као 3 < 4, док уређени пар (4, 3) не задовољава ту релацију, па не важи 4 < 3.
Погодан начин за представљање бинарних релација је усмерени граф. Бинарна релација се приказује у виду графа, тако што елементе скупа представљају чворови графа, а усмереним гранама се представљају елементи који су у релацији (ако су елементи a и b у релацији, онда се повлачи грана од чвора a до чвора b).